# Ciprian Marica
Ciprian Andrei Marica (født 2. oktober 1985 i Bukarest, Rumænien) er en rumænsk tidligere fodboldspiller, der spillede som angriber. Han var i løbet af karrieren blandt andet tilknyttet tyske Schalke 04, Dinamo Bukarest og Steaua Bukarest i sit hjemland samt Shakhtar Donetsk og VfB Stuttgart.

## Landshold
Marica nåede 69 kampe og 25 scoringer for Rumæniens landshold. Han debuterede for holdet i 2003 og var blandt andet med i landets trup til EM i 2008.

## Titler
Rumænsk Liga
- 2002 og 2004 med Dinamo Bukarest

Rumænsk Pokalturnering
- 2003 og 2004 med Dinamo Bukarest

Ukrainsk Liga
- 2005 og 2006 med Shakhtar Donetsk

Ukrainsk Pokalturnering
- 2004 med Shakhtar Donetsk